# Trichoniscus beroni
Trichoniscus beroni är en kräftdjursart som beskrevs av Mikhail P. Andreev 1985B. Trichoniscus beroni ingår i släktet Trichoniscus och familjen Trichoniscidae. Inga underarter finns listade i Catalogue of Life.